# 岭蒙水库
岭蒙水库是中国广西壮族自治区贵港市境内的一座水库，位于郁江支流武思江上，建于1971年。水库正常库容为1240万立方米，集雨面积为5平方千米，海拔为53米。